# となりのサインフェルド
『となりのサインフェルド』（Seinfeld）は、1989年7月5日から1998年5月14日までアメリカのNBCで放送され、アメリカ人の4人に1人が見たという国民的コメディドラマで1990年代で一番の人気を誇ったニューヨークを舞台にしたシチュエーション・コメディ。ワーナーメディア傘下のキャッスル・ロック・エンターテインメント製作。ソニー・ピクチャーズ テレビジョンが配給を担当している。
『フレンズ』の主要キャラの1エピソードのギャラが10万ドルだった頃、主演のジェリー・サインフェルドの1エピソードのギャラは100万ドルであった。脚本は主演のジェリー・サインフェルドと、共同クリエイターのラリー・デヴィッドが主に担当（のちにデヴィッドは降板）。
製作総指揮のジョージ・シャピロはアンディ・カウフマンのマネジャーであり、サインフェルドのマネジャーでもあった。

## 登場人物

### レギュラー

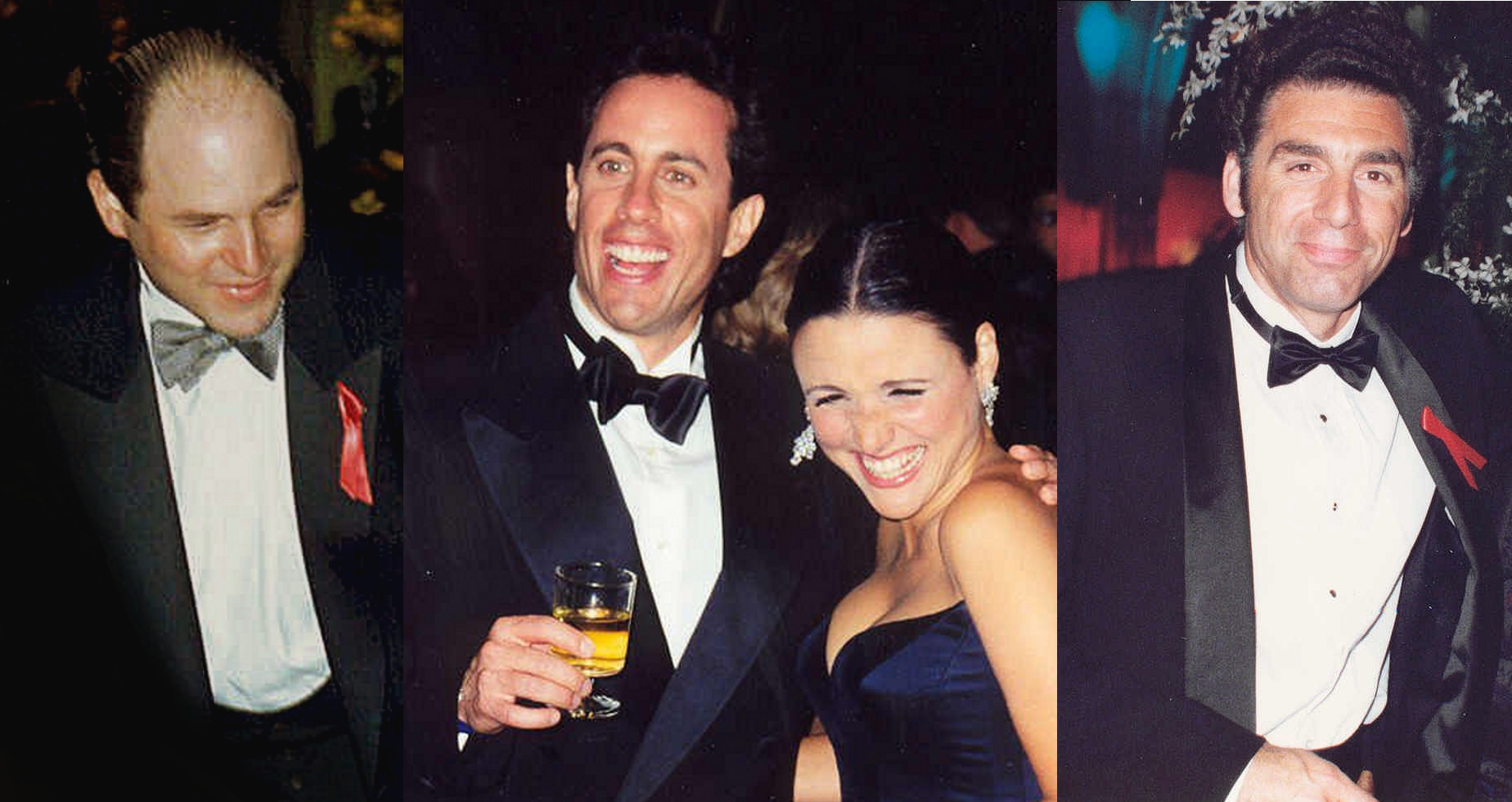
レギュラー（1990年）

※日本語吹替はOA版 / DVD版。
ジェリー・サインフェルド
演 - ジェリー・サインフェルド、日本語吹替 - 堀内賢雄 / 成田剣
本人が本人役を演じている。ユダヤ系のスタンドアップ・コメディアンで、シーンの冒頭は彼のネタから始まる。彼のアパートのリビングがこの番組のメイン舞台となり、清潔好きなためか、よく他の出演者に指摘される。好きなものはスーパーマンとシリアルと野球である。特に野球においてはニューヨーク・メッツのファンであり、部屋にメッツの帽子が飾られ選手の写真も飾られている。ソフトボールチームにも所属している。
ジョージ・コスタンザ
演 - ジェイソン・アレクサンダー、日本語吹替 - 玄田哲章 / 岩崎ひろし
ラリー・デヴィッドが自身を投影したキャラクター。イタリア系。JFK高校のジムにあるロープから、誤って足を滑らせ、床に落ちてきたところをジェリーがキャッチして以来、ジェリーと親友になる。チビでハゲで短気で卑屈。仕事を始めてもすぐに問題を起こしてクビになってしまう。番組当初は一人暮しだったが、失業を期に親と同居。しかし初対面の女性には良く見られたいので、職業を聞かれると「建築家」と答える時がある。長らく無職が続いたがシーズン5でレストランで出会った女性の紹介でニューヨーク・ヤンキースに面接に行き、面接の際に名物オーナーとして君臨し剛腕ぶりなどから、別名“ビッグ・ボス”と恐れられているジョージ・スタインブレナーに経営とチーム状態の不満を言い、その強気・姿勢が気にいられ採用され就職した。
エレイン・ベネス
演 - ジュリア・ルイス＝ドレイファス、日本語吹替 - 小山茉美 / 深水由美
ジェリーの元彼女である編集者。ジェリーと一度付き合って別れても、いまだに仲良く友人関係を続けていられる唯一の人物である。ジェリー同様に異性にもてるがすぐに別れてしまう事が多い。車を持っておらず、運転する機会がなかなかないが、彼女の運転はとてもひどく、初めての免許試験の時に、犬をひいたとうれしそうに自慢している。
コズモ・クレイマー
演 - マイケル・リチャーズ、日本語吹替 - 磯部勉 / 斎藤志郎
ジェリーのアパートの隣人（モデルはラリー・デイヴィッドがニューヨークに住んでいた時の隣人であるケニー・クレーマーである ）。いつもジェリーのアパートのドアを激しく開け、冷蔵庫の中を物色しに来る。ジェリーの部屋の合鍵も持っている。ほぼアパートの部屋におり、仕事をしている様子はない。自身の快楽を何よりも優先するキャラクター。6年目のシーズンまでファーストネームが不明だった。シーズン4の第14話「バブー・アゲイン」で野球のファンタジー・キャンプに参加し、野球好きチームと元大リーガーチームとの試合の際にクレイマーが原因で乱闘になりニューヨーク・ヤンキースの往年の大スター、ミッキー・マントルを殴り病院送りにしたことがある、後日、「憧れのヒーローを殴り良心が痛い」とミッキー・マントルレストランに行き謝罪しに行くが警備員に追い出される。サインフェルドの登場人物で非常に人気のある人物でクレイマーがジェリーの部屋に入って来たら客席から歓声があがる。肖像権の関係でパイロット版では「クレイマー」ではなく「ケスラー」となっていた。

### 準レギュラー
ニューマン
演 - ウェイン・ナイト、日本語吹替 - 塩屋浩三 / 原田晃
デブの郵便配達員で、クレイマーとは親しい一方、ジェリーとは仲が悪い。ニューマンが登場したらジェリーが嫌な顔をし軽蔑を込めて「やあ、ニューマン」と言い、ニューマンも嫌な顔をして「やあ、ジェリー」と言うのがお決まり。
モーティー・サインフェルド
演 - フィリップ・ブランズ、バーニー・マーティン、日本語吹替 - ?
ジェリーの父親。リタイアしフロリダでヘレンと隠居している。
ヘレン・サインフェルド
演 - リズ・シェリダン、日本語吹替 - ?
ジェリーの母親でジェリーを溺愛する子煩悩。フロリダでモーリーと隠居している。
フランク・コスタンザ
演 - ジョン・ランドルフ、ジェリー・スティラー、日本語吹替 - ?
ジョージの父親。社会活動に熱心で表彰の時にジョージのせいで逮捕されてしまう。
エステル・コスタンザ
演 - エステル・ハリス、日本語吹替 - ?
ジョージの母親。シーズン4 第11話でジョージのオナニーを見てしまい、悲鳴をあげ横転し背中を強打をして入院してしまう。
レオおじさん
演 - レン・レッサー、日本語吹替 - ?
ジェリーの母親の兄弟。ニューヨーク在住。見栄っ張りだが、ケチな面もある。
スーザン・ロス
演 - ハイディ・スウェッドバーグ、日本語吹替 - ?
ジョージの恋人でテレビ局NBCで働いていたが、会議中にジョージとキスをして首になる。その後別れたが久しぶりに再会するとスーザンはレズビアンになっていた。
ラッセル・ダルリンプル
演 - ボブ・バラバン、日本語吹替 - ?
NBCの社長。
ジョージ・スタインブレナー
声 - ラリー・デヴィッド（クレジットなし）
ジョージが就職したメジャーリーグベースボールのニューヨーク・ヤンキースに実在する名物オーナー。本物のスタインブレナーも出演したこともある。
デヴィッド・プッディ
演 - パトリック・ウォーバートン、日本語吹替 - ?
エレインのボーイフレンド。普段は冷静で落ち着いているが、たまに情熱的な性格になる。当初は自動車整備士だったが、のちに自動車のセールスマンになった。
ティム・ホワットリー
演 - ブライアン・クランストン、日本語吹替 - ?
ジェリーのかかりつけ歯科医。一見して物腰は柔らかだが、不用意な言動でしばしばジェリーをいら立たせる。
ロス夫妻
演 - ウォーレン・フロスト、日本語吹替 - ?
演 - グレイス・ザブリスキー、日本語吹替 - ?
スーザンの両親。ロス夫人はアルコール依存症で、夫のことを見下しつつも愛している。

## その他
- 日本ではWOWOWにて、第2シーズンから第5シーズンまで放映がされた。上記の声優はその時点のもの。
- 日本版DVDは、現在第4シーズンまで発売されている。ただし、声優陣が上記と異なる。
- 2016年12月、日本AMAZONプライムビデオでは、上記で未放送・未発売だったものも含め、全エピソードをネット配信している。

- 企画の段階では、スタンドアップ・コメディアンのジェリー・サインフェルドの一日を追い、日常生活からどのようにネタを作るのかを見せ、最後にジェリーがステージで披露するというドキュメンタリー構成で90分の土曜日夜の特番であったが、ジェリーが「自分を一日追い駆けて90分を埋めるのには無理がある。ましてやそれがコメディーの特番なら、なおさら無理。せいぜい30分が限界だろう」と言ったので、企画を変更して30分のコメディのドキュドラマとして製作されることになった。脚本が仕上がった段階で、企画はさらに変更されて、「スタンドアップ」というタイトルのシチュエーション・コメディのパイロット版として撮影され放送されることになった。
- テレビ史上前例がないほどの人気番組となり、当時の人気ドラマ『ER緊急救命室』を抜いて、全米で6年連続視聴率1位に輝き、番組終了時まで全米視聴率No.1を保ち続けた伝説的なドラマである。批評家からの評価も高く、エミー賞、ゴールデングローブ賞など数々の賞を受賞した。
- 同番組が放送されていた米NBC木曜日のプライム・タイムは絶対に見逃せないテレビということで“Must-See TV”と呼ばれ、視聴率でも他局を寄付けない強さを築いた。
- 1997年12月25日、人気絶調にもかかわらず主演・制作のジェリー・サインフェルドがドラマの終了を発表したため、ニューヨーク・タイムスが第一面で「サインフェルド終了」を報じ、大手ニュース情報誌のタイムなど他の主要紙までもがトップで報じる等の騒ぎとなった。
- 最終話「The Finale」の視聴率は40％を超え、全米で7600万人が見たTV史上に残る記録的な視聴率をマークした。これは当時のアメリカで史上3番目の高視聴率だった。
- コメディドラマ「ダーマ&グレッグ」の第22話では、サインフェルドの最終回が放送されている間、町中から人が消えているのを利用して、ダーマ夫妻が野外セックスを敢行するというエピソードがある。
- 最終話の放映中にフランク・シナトラが危篤に陥ちいったが、多くの人が家でサインフェルドを観ていたためにロサンゼルスの街は人も車もおらず、シナトラを乗せた救急車はあっという間に病院に着いたという。
- シットコムの最終話はアメリカ史上3番目の高視聴率を記録したが、そのエピソードの中で当時ニューヨーク・ヤンキースの投手だった伊良部秀輝がネタとして登場し、ジョージ・コスタンザの父親がヤンキースのオーナーであるジョージ・スタインブレナーに「なんで伊良部に大金を払ったんだ！」と怒鳴るシーンがある。この事により伊良部はある意味でアメリカで一番有名な日本人アスリートとなる。
- この番組がアメリカTV界史上第1位に選ばれている理由は、とりもなおさずそのオリジナリティにある。意味があるようでまったくなかったりするギャグは、これまでのどの番組とも違っており、以降多くの番組がサインフェルド的なギャグを真似したが、どれもサインフェルドとは似ても似つかないものになった。『「サインフェルド」の前に「サインフェルド」なく、「サインフェルド」の後に「サインフェルド」なし』と言われている。しかし初期の数年はその不可解なギャグに視聴者がついていけず、大した視聴率的を上げることができなかったためにキャンセルをほのめかされていた。
- ニューヨークが舞台とあってメジャーリーグのヤンキースやメッツ関連の話題も多い。キース・ヘルナンデスやポール・オニール、デレック・ジーター、バーニー・ウィリアムスらがゲスト出演している。ときおり出演こそないがジョー・ディマジオやミッキー・マントルもネタとしてあがった。
- ジェリー・サインフェルドがエカテリーナ・サボーと想定される女性（1984年ロサンゼルスオリンピックの体操競技で銀メダルを獲得したルーマニア人の元女子体操選手）とデートをするエピソードがある。
- ニューヨークで有名なスープ専門店で大丸東京店にもあった『オリジナルスープマン』は、注文待ちの御客に向けて整列のマナーの但し書きをし統制したり(日本と違い列に並ぶ文化も無く、御客による通行妨害など公共に不快感を与える全ての行為が店の責任となるアメリカにおいて、その対策とマナーの啓蒙として施した行動)、その他御客に対する上から目線の対応が、全体主義的と揶揄され「スープ･ナチ」のエピソードとなった。
- エレイン・ベネスは避妊手段として、『トゥデイ・スポンジ』（Today Sponge：女性の膣内に挿入する殺精子剤を含んだスポンジ状の避妊具）を愛用していたという設定になっている。『トゥデイ・スポンジ』は1995年に製造元の都合で製造中止となってパニックが起きるが、本作でもエレイン・ベネスがトゥデイ・スポンジを買うためにニューヨーク中を走り回りまわったり、残り少ないスポンジを節約するために、使うにふさわしい男性か慎重に判断するというエピソードが描かれている。
- ラリー・デイヴィッドの脚本・主演のTVドラマ『ラリーのミッドライフ★クライシス』の、2009年放送のシーズン7では、劇中の設定として『サインフェルドの再結成』がされたことになっており、本人たちが演じた新『サインフェルド』が流された。また、ラリーとジェイソン・アレクサンダーと喧嘩になり、ラリー自身がジョージ役を演じることになっている。

## サブタイトル

### 日本でDVD化されているエピソード
- 第1シーズン（1989-90）

第1話 サインはビミョ～(Pilot)

第2話 友人と手を切る方法

第3話 恋は待ち伏せ？

第4話 部屋はどっちが借りる

第5話 ハイリスク・ハイリターン

- 第2シーズン（1991）

第1話 セクシー女性にはご用心

第2話 ポニー発言

第3話 災難ボーイ

第4話 デートの恨みはいつまでも

第5話 さようなら僕のジャケット

第6話 最強レストラン発見

第7話 めくるめく愛の駆け引き

第8話 エレインがご近所さん

第9話 パーティーの代償

第10話 像を取り戻せ！

第11話 ジョージが心臓発作？

第12話 復讐（ザ・リベンジ）

第13話 恋か友情か

- 第3シーズン（1991-92）

第1話 受難のマッサージ

第2話 本音もほどほどに

第3話 猛犬注意！

第4話 図書大捜査線

第5話 ペン騒動

第6話 駐車場の教訓

第7話 IQテスト替え玉大作戦

第8話 魅惑的な声の主は？

第9話 整形美人

第10話 駐車するのも楽じゃない

第11話 カシミアのセーター

第12話 地下鉄に乗って

第13話 ペッツ協奏曲

第14話 略奪は寝てる間に

第15話 男友だち　PART 1

第16話 男友だち　PART 2

第17話 ジョージのお見合い

第18話 出来心から渦中の人

第19話 親切心があだになる

第20話 手紙の真相

第21話 恐怖のNYパーキング事情

第22話 合カギは災いの元

- 第4シーズン（1992-93）

第1話 LA珍道中　PART 1

第2話 LA珍道中　PART 2

第3話 成功への道…？　PART 1

第4話 成功への道…？　PART 2

第5話 親父の背中

第6話 プレゼントの行方

第7話 小屋は燃ゆ

第8話 チーバーの手紙

第9話 今宵はオペラへ

第10話 バージンはお好き？

第11話 ア・ブ・ナ・イ賭け

第12話 空港ラプソディー

第13話 赤っ恥事件

第14話 あぁ、すれ違い

第15話 バブー・アゲイン

第16話 パスタ・プリマヴェラ

第17話 ゲイ疑惑

第18話 ザ・ボランティア

第19話 ホンモノ？ニセモノ？

第20話 ミントの効能

第21話 謎のニオイに包まれて

第22話 駐車は慎重に

第23話 夢のパイロット版　PART 1

第24話 夢のパイロット版　PART 2

### WOWOWのみで放送されたエピソード（のち「LaLa TV」でも放送）
- 5シーズン（1993-94）

第1話 マンゴーは究極の媚薬

第2話 大迷惑のメガネ騒動

第3話 シャツは地球を救う？

第4話 鼻から吸引会計士!?

第5話 割礼で流血パニック！

第6話 フローズンヨーグルトの陰謀

第7話 愛と復讐の散髪バトル

第8話 癒し系マッサージでイケてます！

第9話 史上最強！オタク対決

第10話 驚異のフェロモン炸裂男！

第11話 トイレットペーパーの恨みは恐い

第12話 パーティーは災いのもと

第13話 ニセ学者のクジラ救出劇

第14話 誠意があるならパイを食え

第15話 ヤリすぎコメディアン奮闘記

第16話 奥サマはディスカウントに夢中

第17話 全米オープンで一目ぼれ！

第18話 親孝行もラクじゃない

第19話 レインコートで一獲千金！

第20話 火事場のヒンシュク野郎

第21話 僕のサイズはトップシークレット

第22話  あべこべで人生バラ色

### 日本で放映・販売されていなかったエピソード(Amazon プライム Videoで配信)
- 6シーズン（1994-95） 24エピソード
- 7シーズン（1995-96） 24エピソード
- 8シーズン（1996-97） 22エピソード
- 9シーズン（1997-98） 24エピソード